# Nice Boys (singel)
Nice Boys – trzeci singel Amy Studt promujący płytę My Paper Made Men.

## Teledysk
Zdjęcia do teledysku w reżyserii Paula Minora nakręcono 27 września 2008 roku w Old Finsbury Town Hall w Londynie. Amy wciela się w rolę jędzowatej Jane Wails, która odrzuca zaloty chłopców. Klip składa się z próby tanecznej i głównego występu, podczas którego dochodzi do bójki między tancerzami, ale Jane nie zwraca na nich uwagi.

## Lista utworów
Promo single
1. Nice Boys (Album Mix) - 3:31
2. Nice Boys (Wawa Radio Edit) - 2:55
3. Nice Boys (Wawa Club Mix) - 7:19
4. Nice Boys (Wawa Club Edit) - 7:04
5. Nice Boys (Soha & Adam K Club Mix) - 6:03
6. Nice Boys (Soha & Adam K Dub) - 6:02
7. Nice Boys (Instrumental) - 3:30